# Douglas Young (judoka)
Douglas Young es un deportista británico que compitió en judo. Ganó cuatro medallas en el Campeonato Europeo de Judo entre los años 1954 y 1963.

## Palmarés internacional
| Campeonato Europeo | Campeonato Europeo | Campeonato Europeo | Campeonato Europeo |
| Año                | Lugar              | Medalla            | Categoría          |
| ------------------ | ------------------ | ------------------ | ------------------ |
| 1954               | Bruselas (Bélgica) | Medalla de plata   | 2.º dan            |
| 1955               | París (Francia)    | Medalla de plata   | 2.º dan            |
| 1958               | Barcelona (España) | Medalla de plata   | 3.er dan           |
| 1963               | Ginebra (Suiza)    | Medalla de bronce  | +80 kg             |